# Петербургский протокол (1907)
Петербу́ргский протоко́л 1907 года (по балтийскому вопросу) — секретный протокол между Россией и Германией, подписанный 16 (29) октября 1907 года уполномоченными К. А. Губастовым и фон Яговым.
Стороны договорились сохранять статус-кво на Балтийском море и взаимно гарантировать неприкосновенность территориальных владений в этом регионе. Кроме того, стороны согласились заключить договор с Швецией и Данией об их территориальной целостности.
Ключевым пунктом договора было согласие Германии на отказ русского правительства от выполнения условий Парижского мирного договора 1856 года о демилитаризации Аландских островов.
Россия так и не смогла реализовать выгоды от этого договора до начала Первой мировой войны, хотя уже в следующем году получила согласие балтийских держав на постройку укреплений на островах.